# Powiat Kamitsuga
Powiat Kamitsuga (jap. 上都賀郡 Kamitsuga-gun) – dawny powiat w Japonii, w prefekturze Tochigi. W 2010 roku liczył 6524 mieszkańców.
Przed rozwiązaniem składał się z trzech miejscowości: Ashio, Awano i Nishikata.

## Połączenia
- 1 stycznia 2006 roku miejscowość Awano została włączona do miasta Kanuma[3].
- 20 marca 2006 roku miejscowość Ashio wraz z miastem Imaichi, miejscowością Fujihara i wioską Kuriyama (oba z powiatu Shioya) zostały włączone do miasta Nikkō[3].
- 1 października 2011 roku miejscowość Nishikata została połączona z miastem Tochigi[3]. W wyniku tego połączenia powiat Kamitsuga został rozwiązany.